# Proprioseiopsis gallus
Proprioseiopsis gallus är en spindeldjursart som beskrevs av Wolfgang Karg 1989. Proprioseiopsis gallus ingår i släktet Proprioseiopsis och familjen Phytoseiidae. Inga underarter finns listade i Catalogue of Life.